# Velsk
Velsk (Russisch: Вельск) is een Russische stad in het zuiden van het Velskidistrict in het zuiden van de oblast Archangelsk. De stad ligt aan de linkeroever van de rivier de Vel bij de samenvloeiing van de rivieren Vel en de rivier de Vaga.

## Geboren in Velsk
- Arseni Roginski (1946-2017), Russisch historicus en dissident

Bestuurlijk centrum: Archangelsk

Kargopol · Korjazjma · Kotlas · Mezen · Mirny · Narjan-Mar (Nenetsië) · Njandoma · Novodvinsk · Onega · Severodvinsk · Sjenkoersk · Solvytsjegorsk · Velsk